# Луистон (Јута)
Луистон (енгл. Lewiston) град је у америчкој савезној држави Јута.

## Демографија
По попису из 2010. године број становника је 1.766, што је 111 (-5,9%) становника мање него 2000. године.
| Група             | 2000.         | 2010.         |
| Белци             | 1.734 (92,4%) | 1.522 (86,2%) |
| Афроамериканци    | 2 (0,1%)      | 6 (0,3%)      |
| Азијати           | 2 (0,1%)      | 5 (0,3%)      |
| Хиспаноамериканци | 118 (6,3%)    | 200 (11,3%)   |
| Укупно            | 1.877         | 1.766         |